# Só Entre Nós
Só Entre Nós é o álbum de estreia, do cantor, publicitário, empresário e apresentador brasileiro Roberto Justus, lançado em 16 de junho de 2008, pela Sony. O repertório do projeto é gravado totalmente inglês, com 12 canções regravadas de grandes sucessos da música internacional, em uma tiragem limitada de apenas duas mil unidades. Em 2016, Justus disse que não gostava do CD.

## Faixas
1. What A Wonderful World
2. I've Got You Under My Skin
3. Unforgettable (Part. Cathy Justus Fischer)
4. Yesterday
5. Perhaps Love (Part. Agnaldo Rayol)
6. Can't Take My Eyes Off Of You
7. Always On My Mind
8. Your Song (Part. Paulo Ricardo)
9. Tonight's The Night (Part. Paulo Ricardo)
10. Something
11. My Way
12. California Dreaming